# Кундалини (альбом)
«Кундалини» — второй студийный альбом российской группы «Банд’Эрос», выпущен в марте 2011 года компанией CD Land.

## Список композиций
Музыка и слова: А. Дулов.
1. До весны
2. Полосы
3. Не под этим солнцем
4. Кундалини
5. Мой друг Рэй Чарльз
6. Утро
7. Простые уругвайские девушки
8. Китано
9. Адьос!
10. В ГУМе, в ЦУМе и в ДУМе
11. Не вспоминай
12. Про моделей
13. Не глядя на свою тень

## Рецензии
«Бандэрос» откровенно стебет гламур, но арэнби-стразы идут ему, как мало кому. «Бандэрос» любит довольно жестко пошутить, но их лирические песни, бывает, становятся откровениями. «Бандэрос» уделяет пристальное внимание легкомысленной форме, но умудряется выдавать такие истории, что лучшие поэты рока и рэпа могли бы позавидовать.
 — пишет Алексей МАЖАЕВ на сайте InterMedia.